# Film de cannibales
Pour les articles homonymes, voir Cannibal.

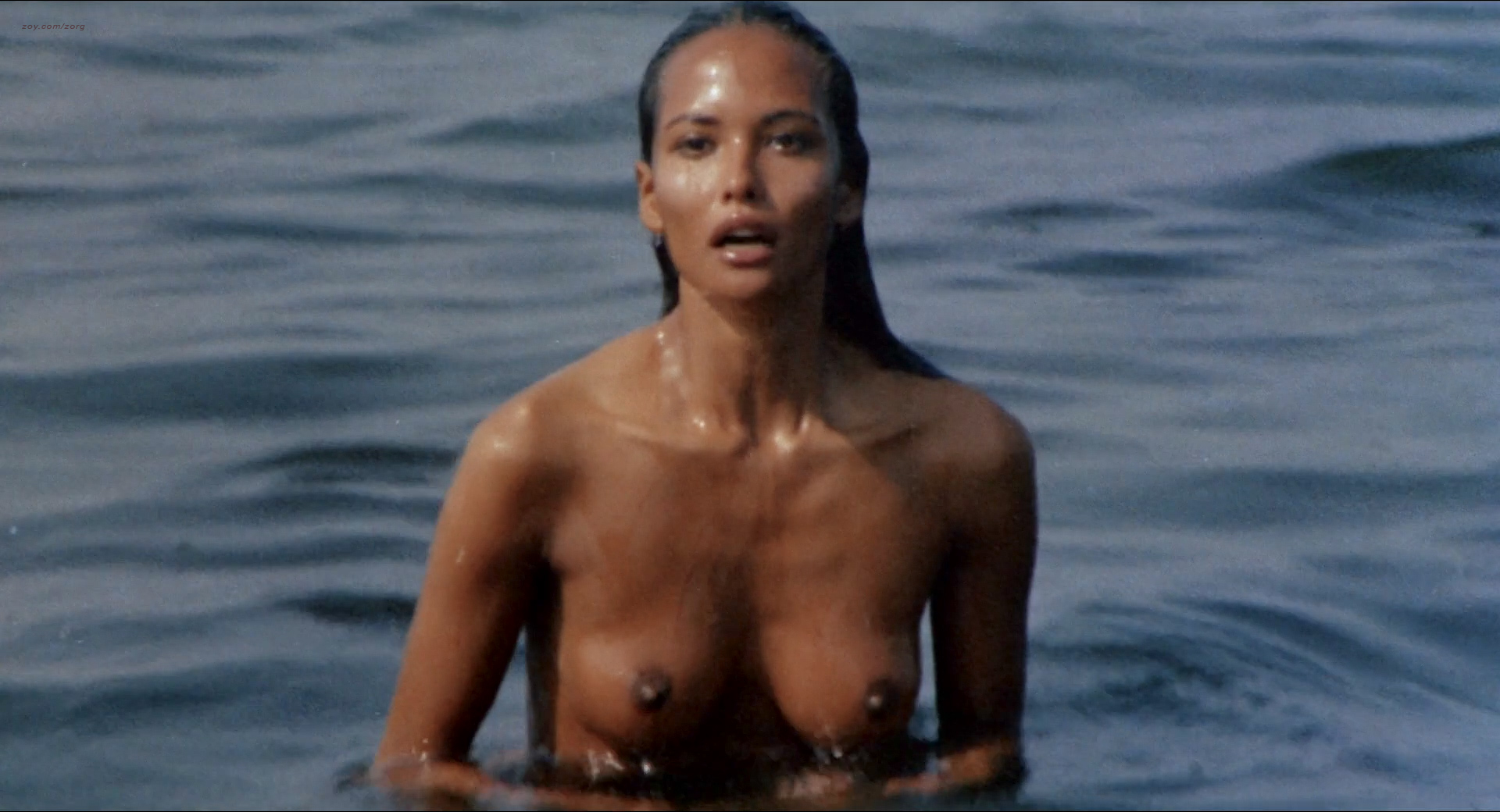
Laura Gemser dans Emanuelle et les Derniers Cannibales sorti en 1977.

Le film de cannibales,,, (en anglais : Cannibal film ou Cannibal movie) est un genre cinématographique de « niche » du cinéma d'horreur gore, qui confine avec celui de l'aventure et de l'érotisme.
Ce genre de films d'exploitation a été réalisé principalement par des cinéastes italiens dans les années 1970 et 1980

## Origines
La source de ce genre de film est italienne car c'est en Italie qu'est née l'idée de situer les scènes d'horreur non seulement dans des atmosphères nocturnes, mais également en pleine lumière et dans des décors exotiques comme dans le mondo.

## Caractéristiques
Les principales caractéristiques de ces films sont :
- déroulement dans les forêts et jungles tropicales,
- acteurs peu ou pas connus,
- fort contenu « gore »,
- présence de scènes érotiques,
- tout fait tendant à prouver que les « gens civilisés » se montrent sous un aspect pire que celui des cannibales[5].

## Histoire
Le réalisateur Umberto Lenzi est le précurseur de ce genre avec Au pays de l'exorcisme (1972). L'âge d'or du genre se situe à partir de la seconde moitié des années 1970 jusqu'aux premières années des années 1980.
Ruggero Deodato est néanmoins considéré comme le « père » du film de cannibales grâce à sa trilogie des cannibales : Le Dernier Monde cannibale, Cannibal Holocaust et Amazonia : La Jungle blanche (même si ce dernier ne concerne pas les cannibales).
D'autres réalisateurs ont contribué au succès de ces films, comme :
- Joe D'Amato : Emanuelle et les Derniers Cannibales (Emanuelle e gli ultimi cannibali) et Antropophagus,
- Sergio Martino : La Montagne du dieu cannibale (La montagna del dio cannibale),
- Marino Girolami : La Terreur des zombies (Zombi Holocaust),
- Michele Massimo Tarantini : Prisonnières de la vallée des dinosaures (Nudo e selvaggio), considéré comme le dernier film de cannibales italien[5].

En Italie dans les années 1970 et le début des années 1980, les films de cannibales se font très nombreux. Leurs auteurs, Umberto Lenzi, Lucio Fulci, Ruggero Deodato, Joe D'Amato et Bruno Mattei, notamment, dirigent de nombreux films d'exploitation inspirés de George A. Romero, dans une « logique typique des producteurs italiens que l'on pourrait nommer « suivre le succès d'outre-Atlantique du moment ». Comme ces cinéastes, qui sont passés du péplum au western spaghetti, pour aller dans l'érotisme ou le film d'action, s'adressent à un public vite blasé, la surenchère dans le gore est inévitable.
Parmi les aspects de cette « dynamique de copiage des succès », on remarque « la tendance, sans doute pour brouiller les pistes quant à l'origine italienne de ces films », à un casting international, à de multiples doublages (français, anglais, italiens) qui « sonnent très faux et contribuent à donner à ces films un air de mauvaises productions » ou encore des moyens de production réduits.
Ces productions sont inspirées par les films mondo, des films d'aventures mettant en scène journalistes et chercheurs étudiant des peuples dits sauvages. Mais ces films restent aussi sous l'influence de Romero ; cannibales et zombies de ces films sont « principalement des êtres sans langage, qui n'émettent que des cris et des grognements (...) Leur menace réside dans leur nombre (...) Quand ils mangent de la chair humaine, [ils] sont toujours accroupis, dévorant leurs victimes avec la même frénésie, frénésie qui se perçoit à travers des images souvent filmées en gros plan et s'entend sur la bande-son avec des grognements et le bruit liquide de l'ingurgitation ». Les européens qui survivent le font en imitant les mœurs des cannibales.
Bien que le genre soit typiquement italien, les films de cannibales ne se passent pas en Italie, mais souvent sur des îles tropicales. Ces films ont souvent été condamnés pour leur racisme, leur misogynie, mais aussi parce qu'ils prétendent dénoncer ce qu'ils exploitent eux-mêmes : la représentation de la violence. La souffrance parfois infligée aux animaux a aussi été dénoncée, par exemple en ce qui concerne Cannibal Holocaust que Philippe Rouyer qualifie de « putassier ». Certains analystes, comme Mikita Brottman, regrettent que les critiques se livrent à cette « excommunication morale », refusant ainsi de voir la complexité narrative de certains de ces films ou le fait que le rejet que ses films suscitent est lié à la « charge de violence et l'interdit présente dans l'imagerie qu'ils déploient ».
Le premier film de cette vague italienne de cannibales est Au pays de l'exorcisme d'Umberto Lenzi en 1972. Le critique Philippe Rouyer juge la production dans son ensemble médiocre : « tous les tâcherons du bis transalpin sont mobilisés. Certains ne se donnent pas la peine de cacher le plagiat ».

### Le succès
Le succès de ce genre est probablement dû au courage des réalisateurs italiens qui dirigent des scènes d'une violence inouïe qui, malgré les avis négatifs de la critique, les procès, mise sous scellés de pellicules, censure, a réussi à attirer un public toujours plus nombreux.
L'aspect négatif de ce genre est le mauvais traitement réel des animaux sous toutes ses formes. Il semble que ce soit le choix cruel de montrer des scènes de violence réelles qui soit la clef du succès international de cette « niche » du cinéma italien.

## Filmographie
- 1972 : Au pays de l'exorcisme (Il paese del sesso selvaggio) d'Umberto Lenzi
- 1977 : Le Dernier Monde cannibale (Ultimo mondo cannibale) de Ruggero Deodato
- 1977 : Emanuelle et les Derniers Cannibales (Emanuelle e gli ultimi cannibali) de Joe D'Amato
- 1978 : La Montagne du dieu cannibale (La montagna del dio cannibale) de Sergio Martino
- 1979 : La Terreur des zombies (Zombi Holocaust) de Marino Girolami
- 1980 : Cannibal Holocaust de Ruggero Deodato
- 1980 : La Secte des cannibales (Mangiati vivi!) d'Umberto Lenzi
- 1980 : Antropophagus de Joe D'Amato
- 1980 : Pulsions cannibales (Apocalypse domani) d'Antonio Margheriti
- 1980 : Une fille pour les cannibales (Mondo Cannibal) de Jesús Franco
- 1980 : Histoire de cannibales (地獄無門) de Tsui Hark
- 1981 : Terreur cannibale (Cannibal Terror) d'Alain Deruelle
- 1981 : Cannibal Ferox d'Umberto Lenzi
- 1981 : Horrible (Rosso sangue) de Joe D'Amato
- 1985 : L'Esclave blonde (Schiave bianche - Violenza in Amazzonia) de Mario Gariazzo
- 1985 : Prisonnières de la vallée des dinosaures (Nudo e selvaggio) de Michele Massimo Tarantini
- 1988 : Cannibal Holocaust 2 (Natura contro) d'Antonio Climati
- 2003 : Horror Cannibal (Nella terra dei cannibali) de Bruno Mattei
- 2003 : Horror Cannibal 2 (Mondo cannibale) de Bruno Mattei
- 2013 : The Green Inferno d'Eli Roth